# Bale (zone)
Pour les articles homonymes, voir Bale et Bali (homonymie).
La zone Bale, et récemment la zone Est Bale, sont des zones de la région Oromia en Éthiopie. Leur nom, prononcé « Balé », reprend celui d'une ancienne province. La zone a 1 402 492 habitants en 2007 et ses plus grandes villes sont Robe, Goba et Ginir.

## Nom
Le nom de la zone, en oromo : Baale, est généralement transcrit Bale,,, plus rarement Bali en anglais ou encore Balé en français.

## Géographie
Situées dans l'est de la région Oromia, environ 350 km au sud-est d'Addis-Abeba, les zones Bale et Est Bale sont limitrophes de la région Somali.
Elles sont bordées, dans la région Somali, par les zones Erer, Nogob, Shabelle et Afder à l'est et par la zone Liben au sud.
Dans la région Oromia, elles sont bordées par les zones Mirab Hararghe et Misraq Hararghe  au nord ; Arsi et Mirab Arsi à l'ouest ; Guji au sud-ouest.
Leur point culminant est le mont Batu à 4 377 m d'altitude dans le parc national des monts Balé.
Les points les plus bas atteignent environ 300 m au-dessus du niveau de la mer, à proximité de la région Somali, dans les woredas Meda Welabu, Guradamole et Rayitu.
La Weyib, ou « Gestro », est la principale rivière au centre des deux zones.
Le Chébéli les sépare des zones Arsi, Mirab Hararghe et Misraq Hararghe dans la région Oromia ainsi que des zones Nogob et Shabelle dans la région Somali.
La Ganale Dorya les sépare de la zone Guji dans la région Oromia et de la zone Liben dans la région Somali.

## Histoire
L'abri sous roche de Fincha Habera (en) témoigne de la présence de chasseurs-cueilleurs paléolithiques vers 4 000 m d'altitude dans le massif du Balé, il y a plus de 30 000 ans.
Les grottes de Sof Omar, utilisées à des fins cultuelles depuis très longtemps, sont inscrites sur la liste indicative du patrimoine mondial depuis 2011, en tant que patrimoine naturel et culturel.
La mémoire du saint musulman médiéval connu sous le nom de Sheikh Nur Hussein (en) est encore honorée de nos jours par un lieu de pèlerinage, Sheikh Hussein dans le woreda Gololcha, inscrit sur la liste indicative du patrimoine mondial depuis 2011 en tant que site religieux, culturel et historique.
Au XXe siècle, Goba est la capitale de la province de Bale. Les villes de Robe, Ginir, Mena et Dodola sont à l'époque les chefs-lieux des awrajas Mendoyu, Wabe, Delo et Genale dans la partie ouest de la province.
L'ancienne province est dissoute en 1995 lors de la réorganisation du pays en régions et partagée entre la zone Bale de la région Oromia et la zone Afder de la région Somali. Le territoire initial de la zone Bale reprend à peu près celui des quatre awrajas occidentaux tandis que la zone Afder reprend l'essentiel de l'awraja El Kere jusqu'à la frontière avec la Somalie.
Au début du XXIe siècle, les woredas Adaba, Dodola, Kokosa et Nensebo, qui correspondent approximativement au territoire de l'ancien awraja Genale et font initialement partie de la zone Bale, passent dans la zone Mirab Arsi .
La zone Bale se réduit alors à 43 691 km2 de superficie.
Plus récemment, à la fin des années 2010 ou au début des années 2020, la partie orientale de la zone Bale se détache pour former une nouvelle zone de la région Oromia, la zone Est Bale, en anglais : East Bale.

## Woredas
En 2006, l'Atlas of the Ethiopian Rural Economy mentionne 18 woredas dans la zone Bale avant le transfert des woredas Adaba, Dodola, Kokosa et Nensebo dans la zone Mirab Arsi.
Les quatorze woredas restants font l'objet de plusieurs subdivisions, la zone Bale atteignant vingt woredas au recensement national de 2007 :
- Agarfa ;
- Berbere ;
- Dawe Kachen, détaché de Goro[1] en 2007 ;
- Dawe Serer, ou Dawe Serara (en)[Où ?] ;
- Dinsho, subdivisé de Sinanana Dinsho[1] en 2007 ;
- Gasera ;
- Ginir, y compris la ville de Ginir en 2007[12] ;
- Goba, woreda environnant la ville de Goba ;
- Goba, ville-woreda détachée en 2007 ;
- Gololcha, ou Gololcha Bale[3] ;
- Goro ;
- Guradamole, ou Gura Damole[3] ;
- Harena Buluk, subdivisé de Mennana Harana[1] en 2007 ;
- Legehida, ou Lege Hida[3] ;
- Meda Welabu ;
- Mena, Dolo Mena ou Delo Menna, subdivisé de Mennana Harana en 2007 ;
- Rayitu ;
- Robe, ville-woreda subdivisée de Sinanana Dinsho en 2007 ;
- Seweyna ;
- Sinana, subdivisé de Sinanana Dinsho en 2007.

Par la suite, à l'exception d'un woreda séparé pour la ville de Ginir, et sous réserve de la localisation de Dawe Serara peut-être dissout avant 2015[à vérifier], l'unité et la composition de la zone Bale perdurent au moins jusqu'en 2015 et probablement jusqu'à la fin des années 2010. 
La zone Est Bale qui apparaît sur des cartes à fin 2021, se compose de sept woredas :
Dawe Ketchen,
Ginir,
Ginir Town,
Gololcha Bale,
Lege Hida,
Rayitu et
Seweyna.
Elle laisse treize woredas dans la zone Bale :
Agarfa,
Berbere,
Dinsho,
Gasera,
Goba,
Goba Town,
Goro,
Gura Damole,
Harena Buluk,
Meda Welabu,
Mena,
Robe Town et
Sinana.

## Population
En 2006, l'Atlas of the Ethiopian Rural Economy estime la densité de population entre 26 et 50 personnes par km2 en moyenne dans la zone Bale. La densité de population va de moins de 5 personnes par km2 dans le woreda Guradamole  à plus de 100 personnes par km2 dans les woredas Sinanana Dinsho, Gasera et Gololcha.
D'après le recensement national réalisé en 2007 par l'Agence centrale de la statistique d'Éthiopie, la zone compte 1 402 492 habitants et 12 % de la population est urbaine.
L'oromo est la langue maternelle pour 90 % des habitants, l'amharique  pour 7 % et le somali pour 1 %.
La majorité (82 %) des habitants de la zone sont musulmans, 17 % sont orthodoxes et 1 % protestants.
Toujours en 2007, la principale agglomération de la zone est Robe avec 44 382 habitants, suivie par Goba avec 32 025 habitants, Ginir avec 17 102 habitants, Mena avec 10 660 habitants et Agarfa avec 8 546 habitants. Les autres agglomérations de la zone ont moins de 6 000 habitants.
| Woreda       | Population 2007 | Agglomérations en 2007        |
| ------------ | --------------- | ----------------------------- |
| Agarfa       | 102 110         | Agarfa, Ali                   |
| Berbere      | 90 642          | Haro Dumal                    |
| Dawe Kachen  | 30 849          | Mio                           |
| Dawe Serara  | 43 183          | -                             |
| Dinsho       | 39 124          | Dinsho                        |
| Gasera       | 78 220          | Gasera                        |
| Ginir        | 139 495         | Ginir, Delosebro              |
| Goba         | 40 757          | -                             |
| Goba Town    | 32 025          | Goba                          |
| Gololcha     | 100 809         | Jara                          |
| Goro         | 83 106          | Goro, Meliyu                  |
| Guradamole   | 28 961          | Raytu Anole (ou Raytu Ketema) |
| Harena Buluk | 81 497          | Angetu                        |
| Legehida     | 62 521          | Beltu (ou Belitu)             |
| Meda Welabu  | 97 532          | Bidre                         |
| Mena         | 89 670          | Mena                          |
| Rayitu       | 33 169          | Dhedecha Bela                 |
| Robe Town    | 44 382          | Robe                          |
| Seweyna      | 65 846          | Micha Biliso                  |
| Sinana       | 118 594         | -                             |

En 2022, la population est estimée à 2 073 381 personnes avec une densité de population de 47,5 personnes par km2 et 43 691 km2 de superficie sur le périmètre 2007 de la zone Bale englobant la future zone Est Bale.